# ジャンヌレ＝ペレ邸
ジャンヌレ＝ペレ邸（ジャンヌレ＝ペレてい、Villa Jeanneret-Perret）またはジャンヌレ邸（ジャンヌレてい、Villa Jeanneret）は、ル・コルビュジエが独立した建築家として最初に手がけた作品である。その外観から「白い家」(la Maison blanche) とも呼ばれるこの邸宅は、彼の出生地であるラ・ショー＝ド＝フォンに1912年に建てられたもので、元々は両親のために建てられたものであった。
私邸として使われ続けたが、2005年に一般公開され、その後、フランスの世界遺産暫定リスト記載物件であり、6か国ないし7か国での共同推薦が行われた「ル・コルビュジエの建築作品-近代建築運動への顕著な貢献-」の構成資産にも一時含められていたが、最終的には除外された。

## 歴史
ル・コルビュジエは1900年に地元の美術工芸学校に進学し、時計職人としての彫金などを学んでいた。1904年には師であるシャルル・レプラトニエが美術装飾高等科を設置しており、そこで学ぶ中で建築への関心も芽生えていった。
1912年2月に、当時まだ本名のシャルル＝エドゥアール・ジャンヌレ (Charles-Édouard Jeanneret) で活動していたル・コルビュジエは、自分が生を享けた街ラ・ショー＝ド＝フォンに建築事務所を構えた。この年に25歳になった彼は、レプラトニエや地元のアール・ヌーヴォーの様式スティル・サパン ("Style sapin") とは距離を置くようになっていた。彼は東欧やオリエントを旅して回り、地中海の建築的伝統を見出すとともに、モダニズム建築の担い手たちと接点を持った。
白い家は彼にとって最初の自由でかつ個人的な作品である。それは両親のために建てられたもので、彼らは1912年11月にその所有権を手に入れた。ル・コルビュジエ自身も1917年まではそこで生活し、仕事もした。
この家の建築費がかさんだ一方、ジャンヌレ家は時計製造業に携わっていた父親の仕事が振るわず、母親のピアノ教師としての収入によって支えられていた。そうした事情も関わって、1919年にジャンヌレ家は引越し、売りに出された邸宅はジュケール (Jeker) という人物の手に渡った。ル・コルビュジエは売却後の室内装飾にもこだわりを示し、ジュケールに対し、自身の構想に合うアンティークや、自身の設計した家具などを購入するように勧めていた。
その後も2000年までは所有者が何度も変わったが、その後設立された「白い家」協会が管理を行い、修復工事を行なって2005年に一般公開された。
2009年に「ル・コルビュジエの建築と都市計画」に含まれる22件のうちの1つとして世界遺産委員会に推薦されたが、「情報照会」と決議された。2011年に「ル・コルビュジエの建築作品 - 近代建築運動への顕著な貢献 -」と改訂されて再推薦された19件にも含まれていたが、「登録延期」と決議され、世界遺産への登録には至らなかった。その後、最終的な推薦物件からは除外された。

## 建築上の特色
ジャンヌレ＝ペレ邸は20世紀の先駆的建築の例証であるとともに、ル・コルビュジエの進歩の証でもある。
その新古典主義的な特色は、地元のアール・ヌーヴォーと決別するもので、彼がパリのオーギュスト・ペレやベルリンのペーター・ベーレンスの許で学んだことや、1911年の東欧・ギリシア・トルコへの旅行などの見聞を結実させたものである。のみならず、それが示している連続窓、上のテラスや、建築的プロムナードなどの点は、ル・コルビュジエのピュリスム建築の特徴となるものを予告するものであった。

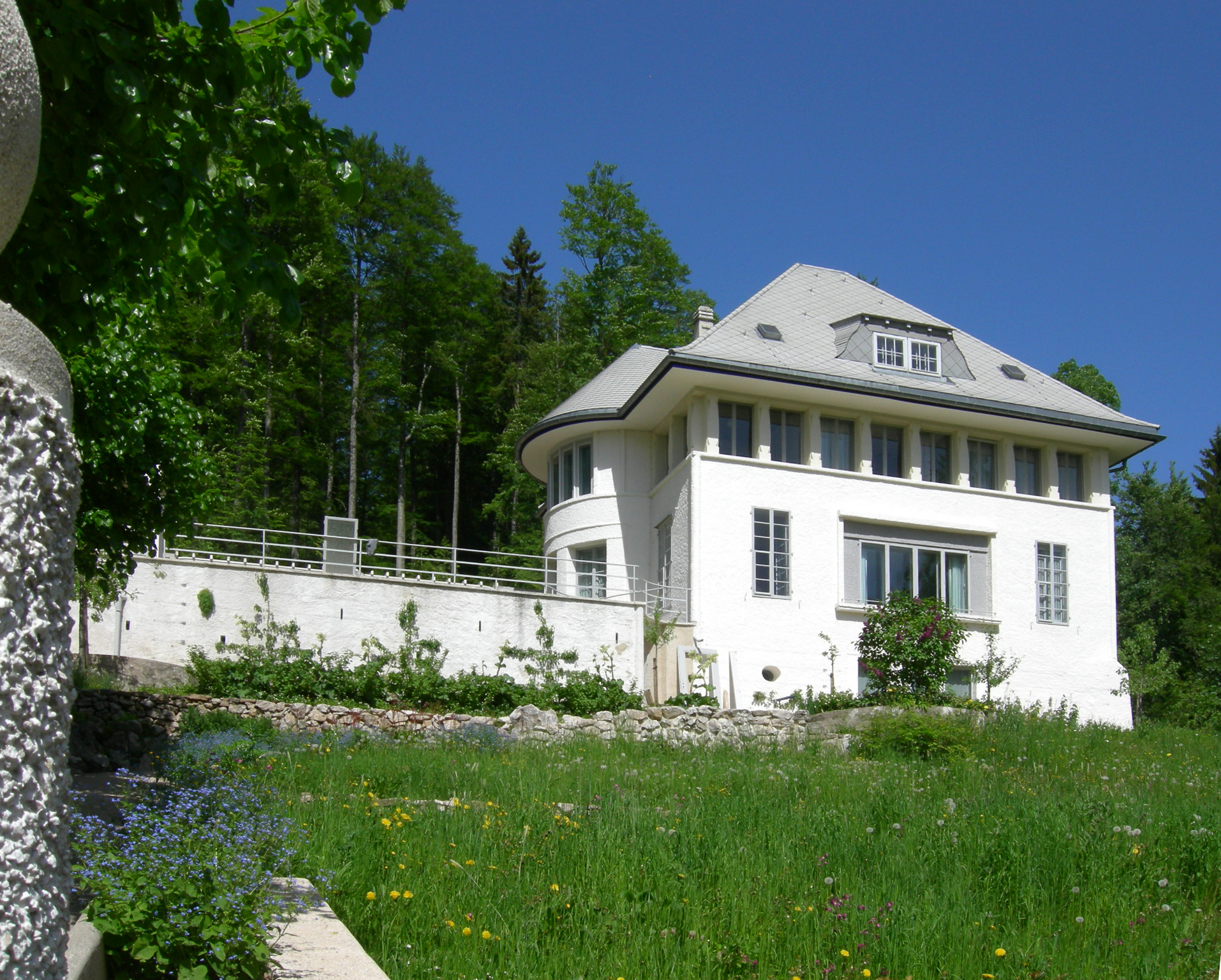
正面のファサード
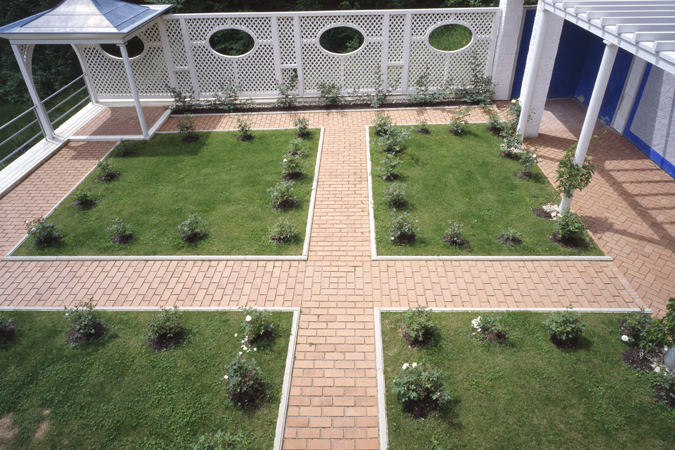
上の庭園
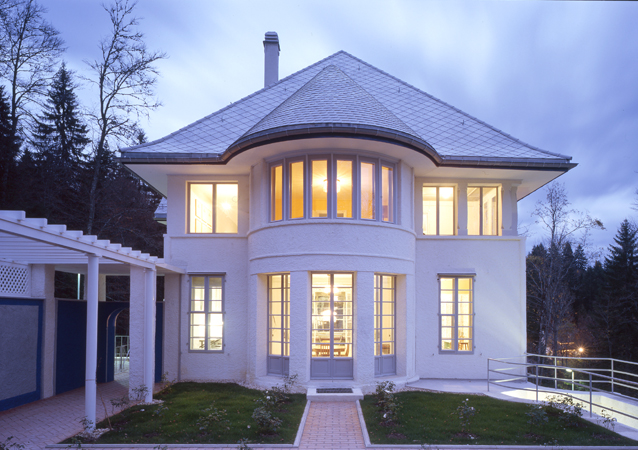
南西のファサード
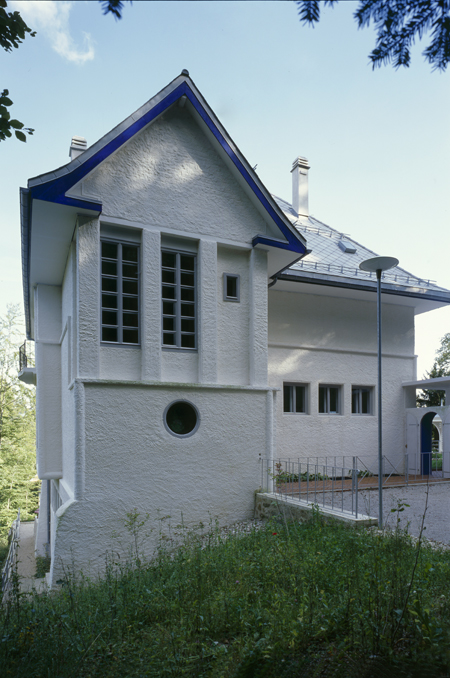
北西のファサード